# Stopa angielska
Stopa (ang. foot, skr. ft, symbol ′) – angielska jednostka długości odpowiadająca 0,3048 m:
1 stopa = 12 cali = 30,48 cm = 1/3 jarda
1 cal = 2,54 cm
Jednostki pochodne:
- stopa kwadratowa (sq ft) = 0,09290304 m²,
- stopa sześcienna (cu ft) = 0,028316846592 m³ = 1/100 tony rejestrowej (RT).

Niekiedy przyjmuje się, że jako wzorzec definicyjny wykorzystano długość stopy Henryka II. Jednak stopy używano na 70 lat przed okresem jego panowania, ponadto mało prawdopodobne jest, by stopa Henryka była tak duża (rozmiar 47).